# Wisch, Plön
Wisch là một đô thị thuộc huyện Plön, bang Schleswig-Holstein, Đức.